# Ploubezre
Ploubezre é uma comuna francesa na região administrativa da Bretanha, no departamento Côtes-d'Armor. Estende-se por uma área de 31,14 km². Em 2010 a comuna tinha 3 753 habitantes (densidade: 120,5 hab./km²).